# Alosno
Alosno és un poble de la província de Huelva (Andalusia), que pertany a la comarca d'El Andévalo.

## Demografia
| 1996  | 1998  | 1999  | 2000  | 2001  | 2002  | 2003  | 2004  | 2005  |
| ----- | ----- | ----- | ----- | ----- | ----- | ----- | ----- | ----- |
| 5.054 | 4.861 | 4.843 | 4.834 | 4.792 | 4.670 | 4.514 | 4.419 | 4.514 |

## Monuments
- Ermita del Senyor de la Columna
- Església Parroquial de Nostra Senyora de Gràcia
- Convent de la Congregació de Santa Ana

## Personatges cèlebres
- Pedro Carrasco (Boxador)
- Paco Toronjo (Cantant de flamenc)